# Esquí de velocitat als Jocs Olímpics d'hivern de 1992
Als Jocs Olímpics d'Hivern de 1992 celebrats a la ciutat d'Albertville (França) es disputaren dues proves d'esquí de velocitat, una en categoria masculina i una altra en categoria femenina, com a esport de demostració.
La competició se celebrà a les instal·lacions de Les Arcs i estigué marcada per la mort de l'esquiador suís Nicolas Bochatay durant els entrenaments de les finals. Aquesta fou l'única vegada que aquest esport ha format part del programa olímpic.

## Resum de medalles
| Prova           | Or             | Argent             | Bronze           |
| Prova masculina | Michael Prufer | Philippe Goitschel | Jeffrey Hamilton |
| Prova femenina  | Tarja Mulari   | Liss Pettersen     | Renata Kolarova  |

## Medaller
| Posició | País         | Or | Argent | Bronze | Total |
| 1       | França       | 1  | 1      | 0      | 2     |
| 2       | Finlàndia    | 1  | 0      | 0      | 1     |
| 3       | Noruega      | 0  | 1      | 0      | 1     |
| 4       | Estats Units | 0  | 0      | 1      | 1     |
| 4       | Suïssa       | 0  | 0      | 1      | 1     |
|         |              |    |        |        |       |
| Total   | Total        | 2  | 2      | 2      | 6     |